# Anjalankoski
 (novembre 2023).
Si vous disposez d'ouvrages ou d'articles de référence ou si vous connaissez des sites web de qualité traitant du thème abordé ici, merci de compléter l'article en donnant les références utiles à sa vérifiabilité et en les liant à la section « Notes et références ».
Anjalankoski est une ancienne municipalité du sud-est de la Finlande, dans la région de la vallée de la Kymi.
En janvier 2009, les six municipalités – Kouvola, Kuusankoski, Elimäki, Anjalankoski, Valkeala et Jaala – ont fusionné pour former la nouvelle municipalité de Kouvola.

## Géographie
Traversée par le fleuve Kymijoki, la commune est assez étendue, de l'estuaire du fleuve (10 km du golfe de Finlande au point le plus proche) jusqu'au Salpausselkä.
La population se concentre massivement le long de la rivière et des divers centres industriels. Le reste de la municipalité reste par conséquent largement sauvage.
La nationale 15 entre Kotka (38 km de Myllykoski) et Kouvola (17 km) est le principal axe routier. Helsinki est à 142 km, Lappeenranta à 98 km et Lahti à 80 km.
les communes voisines sont Hamina au sud-est, Kotka au sud, Elimäki à l'ouest et Valkeala au nord, mais aussi Ruotsinpyhtää au sud-ouest (Uusimaa) et Luumäki au nord-est (Carélie du Sud).

## Histoire
Après la mort en 1605 de son fidèle maître de cavalerie Henrik Wrede, le roi Charles IX de Suède donne à sa veuve Gertrud von Ungern 40 000 hectares de terres. Ce territoire forme aujourd'hui l'essentiel de la commune d'Elimäki, mais la bande de terre entre Elimäki et le fleuve Kymijoki était aussi propriété des Wrede. 
C'est d'ailleurs là qu'ils résidaient, au manoir d'Anjala.
La région reste très peu peuplée, et la rivière joue pendant 66 ans le rôle de frontière entre la Suède et la Russie, du traité d'Åbo (1743) jusqu'au traité de Fredrikshamn (1809) qui voit la Finlande cédée en totalité à la Russie.
La fin du XIXe siècle voit un développement de l'industrie le long du fleuve, principalement des usines de pâte à papier. Plusieurs centres de population émergent, principalement Myllykoski et Inkeroinen. Les municipalités d'Anjala (à l'ouest du fleuve) et de Sippola (à l'est) deviennent très riches, se dotant juste avant la Guerre d'Hiver d'un nouveau quartier résidentiel construit par Alvar Aalto à Inkerioinen.
Pour plus de cohérence dans l'aménagement du territoire, les deux municipalités décident de s'unir en 1975 et deviennent la ville d'Anjalankoski en 1977.
Aujourd'hui, l'industrie domine plus que jamais la cité, Stora Enso, Myllykoski Paper et Metso restent les principaux employeurs. La ville, très dépendante de cette industrie qui l'a rendue prospère, perd inévitablement des habitants à chaque plan de licenciement.
Depuis la fusion Anjalankoski est devenue le district d'Anjalankoski à Kouvola.

## Sports
La ville est le siège du club de football MyPa 47 Anjalankoski, Champion de Finlande 2005 et vainqueur à trois reprises de la Coupe de Finlande.

## Jumelages
- Commune de Grums (Suède)
- Eilenbourg (Allemagne)
- Sindi (Estonie)
- Vologda (Russie)